# 1469년

## 연호
- 명(明) 성화(成化) 5년
- 일본(日本) 오닌(応仁) 3년 / 분메이(文明) 원년
- 후 레 왕조(後黎朝) 꽝투언(光順) 10년

## 기년
- 명(明) 헌종 성화제(憲宗 成化帝) 5년
- 조선(朝鮮) 예종(睿宗) 1년
- 후 레 왕조(後黎朝) 성종(聖宗) 10년

## 사건
- 11월 28일 - 조선 제 9대 성종 즉위(음력)
- 류큐국에서 쇼엔 왕 즉위. 제2 쇼씨 왕조 개창.
- 10월 19일 - 카스티야 왕국의 이사벨과 아라곤 왕국의 페르난도가 결혼.

## 탄생
- 5월 3일 - 이탈리아의 철학자 니콜로 마키아벨리. (~1527년)
- 5월 31일 - 포르투갈의 국왕 마누엘 1세. (~1521년)
- 6월 20일 - 제6대 밀라노의 공작 잔 갈레아초 스포르차. (~1494년)
- 10월 20일 - 시크교의 창시자 나나크. (~1539년)

### 미상
- 포르투갈의 탐험가, 항해가 바스쿠 다 가마. (~1524년)

## 사망
- 12월 2일 - 피에로 디 코시모 데 메디치.
- 12월 31일 - 조선 8대의 국왕 예종. (1450년~)